# Maison des consuls de Mirepoix
La maison des consuls de Mirepoix se trouve au centre de la cité de Mirepoix, dans le département de l'Ariège, en France.

## Histoire
Le 5 janvier 1274, Guy III de Lévis donne aux habitants de la cité le droit d'élire des consuls. Après la crue dévastatrice de l'Hers en juin 1289, il leur fait concession, quelques jours plus tard, de cent sétérées de terre sur la rive gauche de la rivière pour y bâtir la ville nouvelle. En l'année 1500, les consuls se voient octroyer le droit de bâtir leur maison sur le solier de la maison de Justice. Le 14 août 1655, ils achètent une maison pour en faire l'Hôtel de Ville. Elle faisait office de tribunal, de salle de conseil et de prison. La poutre de façade, ou poitrail, est un cœur de chêne d'un seul tenant de près de 12 mètres de long et de plus de 60 cm d'épaisseur. Un incendie dévaste les étages en 1664, la structure supérieure est reconstruite.
Sur la place encadrée de couverts connus pour leur effet d'ensemble, cette maison en colombage du XVe siècle était autrefois maison de justice, maison des consuls, prison et aujourd'hui hôtel. Elle se distingue tout particulièrement par 104 sculptures ornant les extrémités des sommiers (poutres perpendiculaires à la façade) et les piliers de soutènement. Cette double rangée de sculptures différentes plutôt bien conservées et expressives, parfois étranges, représentent des visages, animaux, des scènes de la vie ...
Le bâtiment est classé partiellement pour les façades au titre des monuments historiques par décret du 31 mars 1915 et inscrit partiellement par décret du 25 mars 1993.

## Description

### Architecture
Il s'agit d'un immeuble à pans de bois en quadrillage. Les modillons du rez-de-chaussée sont sculptés. Les étages s'avancent en surplomb.

### Décoration
Le salon de l'hôtel est décoré depuis 2020 d'une peinture murale représentant Mirepoix au XVIIIe siècle, réalisée par Chloé Préteceille.

## Galerie

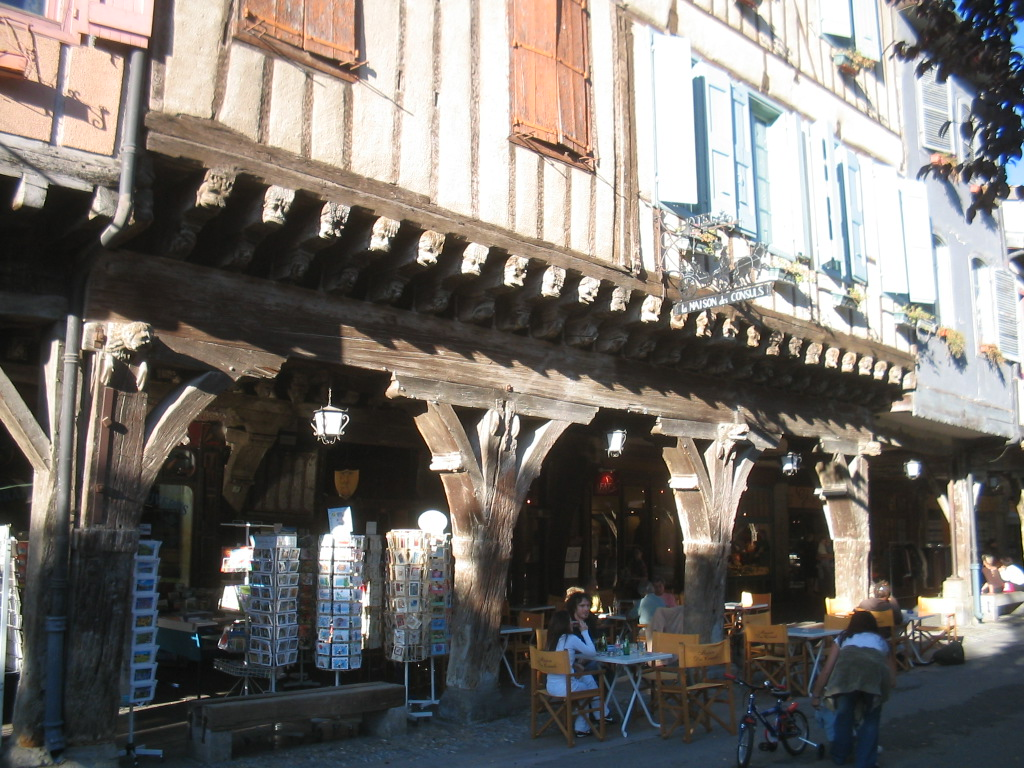
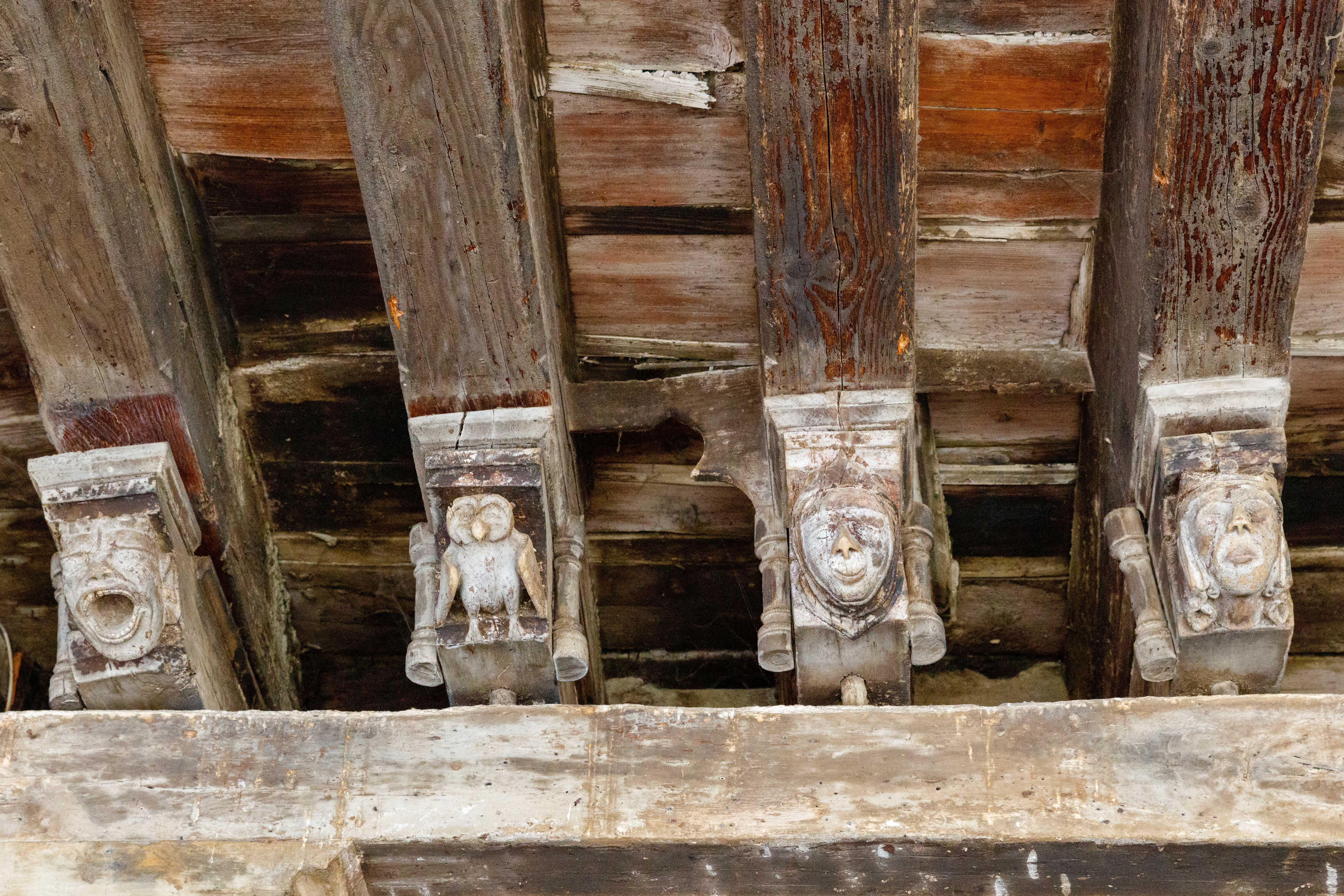
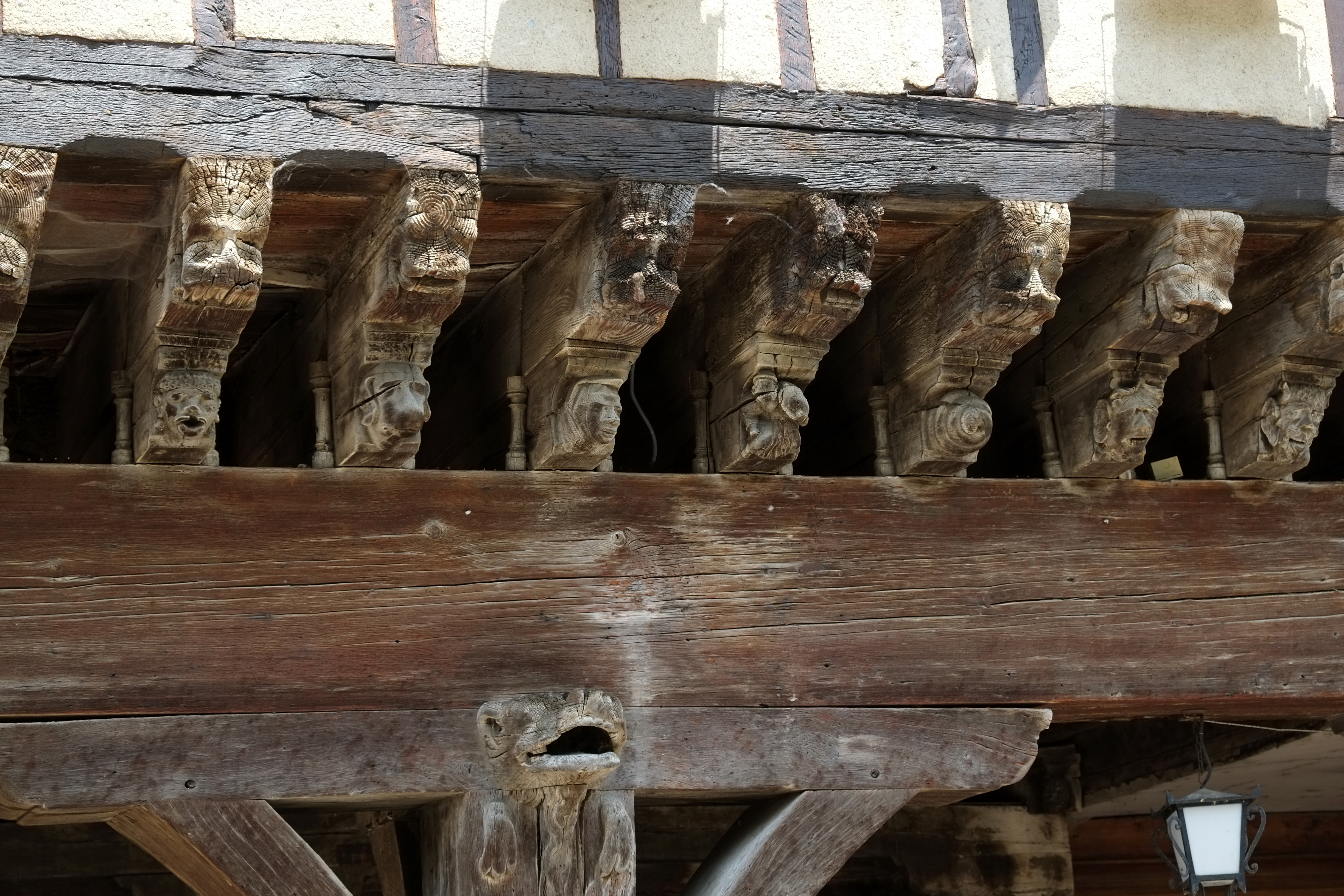
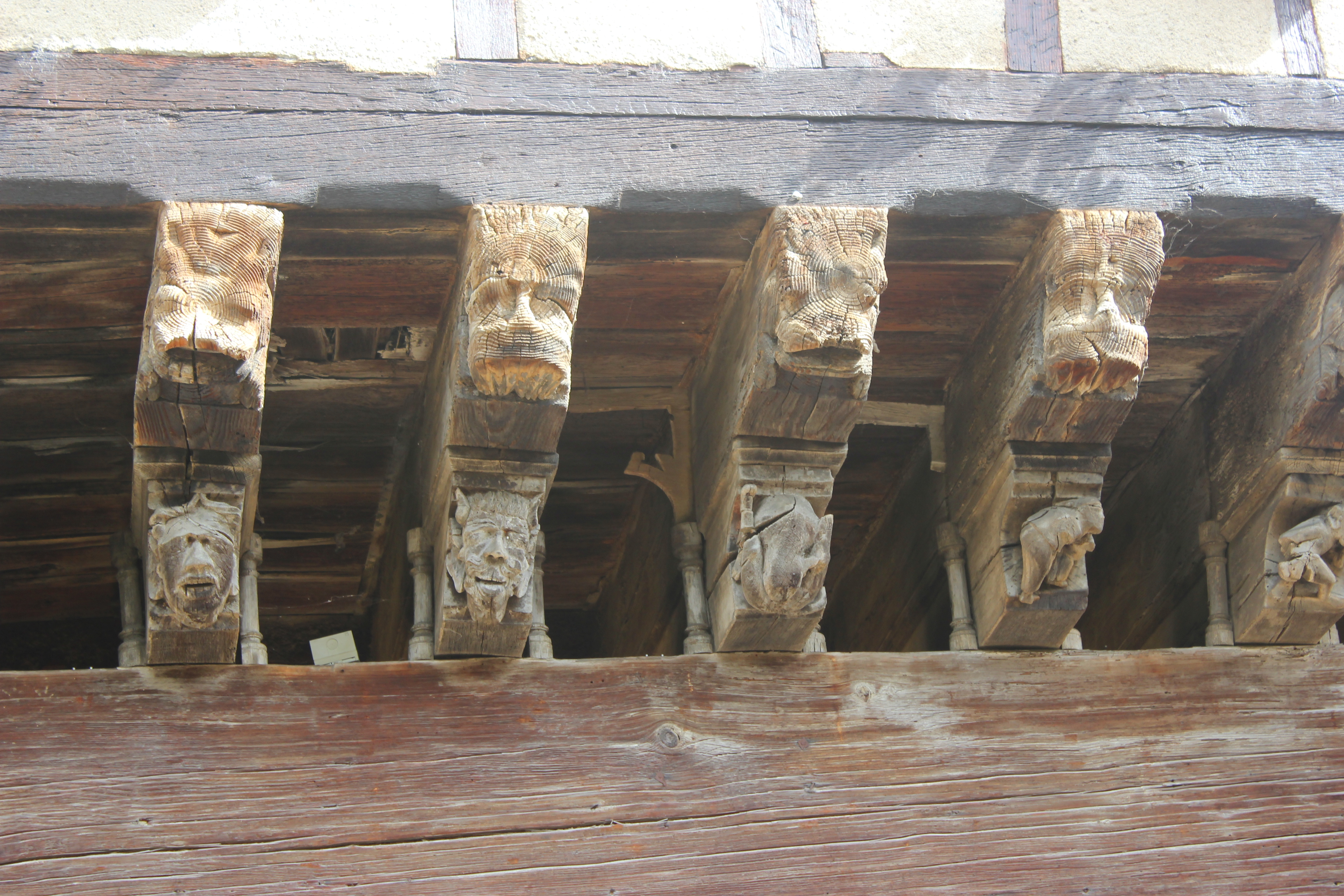
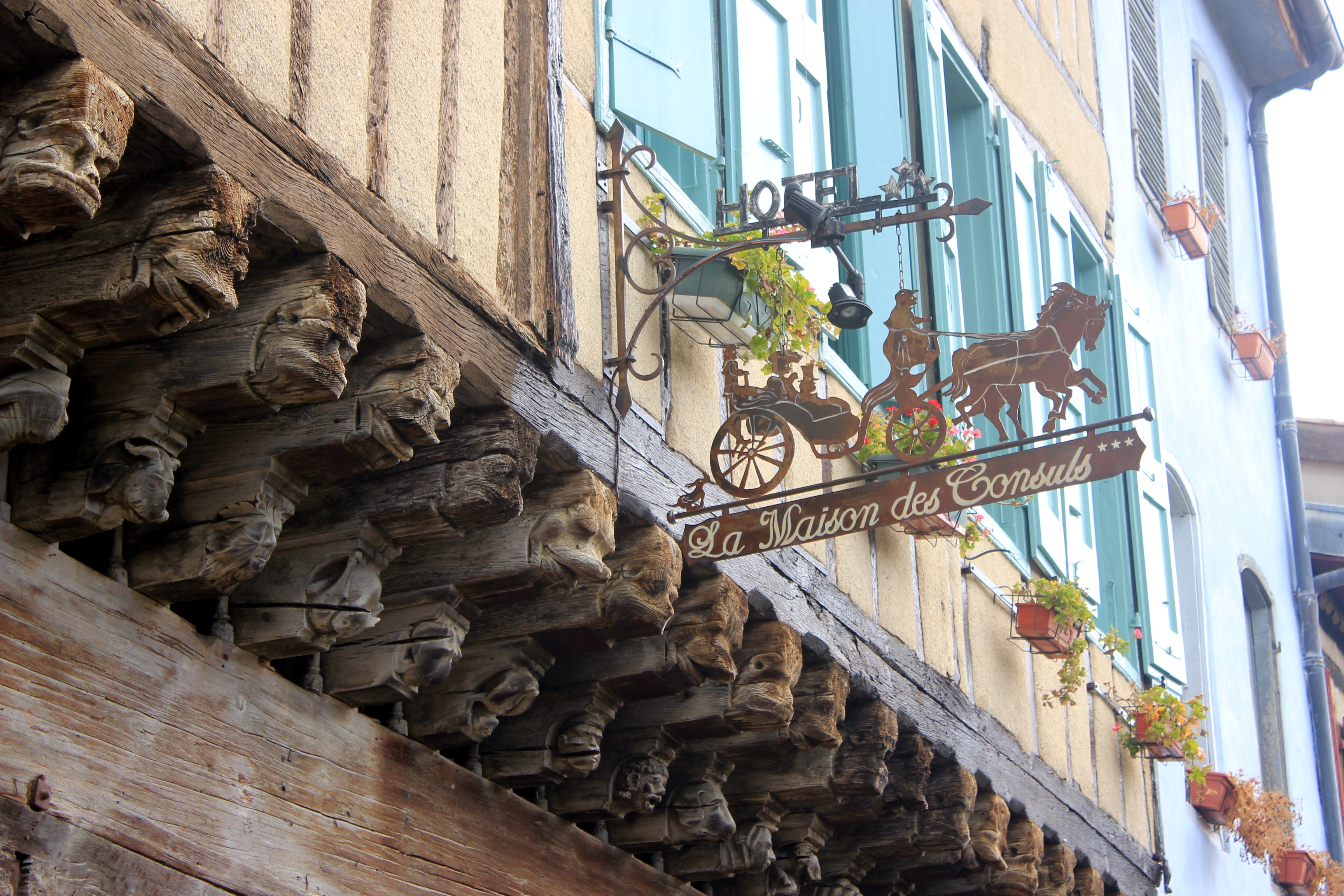

## Valorisation du patrimoine
L'immeuble comprend un hôtel de luxe de 7 chambres, chacune faisant référence à un personnage de l'histoire de la ville, agencées pour mettre en valeur meubles anciens et clins d'oeil design.